# Prefectura apostólica de Jian'ou
La prefectura apostólica de Jian'ou, de Jianning, de Kienning o de Kienow (en latín: Praefectura Apostolica Kienovensis y en chino: 天主教建瓯监牧区) es una circunscripción eclesiástica de la Iglesia católica en China. Se trata de una prefectura apostólica latina, inmediatamente sujeta a la Santa Sede. Desde el 14 de abril de 2023 es sede vacante, aunque para el Anuario Pontificio lo es desde el 23 de septiembre de 1953. La Asociación Patriótica Católica China suprimió la prefectura apostólica en 1999, fusionándola con la prefectura apostólica de Shaowu y con parte de la diócesis de Tingzhou para erigir la diócesis de Minbei, sin asentimiento de la Santa Sede.

## Territorio y organización
La prefectura apostólica tiene 17 101 km² y extiende su jurisdicción sobre los fieles católicos de rito latino residentes en parte de la provincia de Fujian.
La sede de la prefectura apostólica se encuentra en la localidad de Jian'ou, en la ciudad-prefectura de Nanping, en donde se halla la catedral.
En 1950 en la prefectura apostólica existían 6 parroquias.

## Historia
La misión sui iuris de Kienning fue erigida el 6 de mayo de 1931 con el breve Quae ad religionis del papa Pío XI, obteniendo el territorio del vicariato apostólico de Foochow (hoy arquidiócesis de Fuzhou).
El 8 de enero de 1938, en virtud de la bula Si pusillus del papa Pío XI, la misión sui iuris fue elevada a prefectura apostólica y asumió el nombre actual.
En mayo de 1938 el área de Nanping fue ocupada por el Partido Comunista de China, que se impuso en la guerra civil y proclamó la República Popular China el 1 de octubre de 1949. En 1951 China comunista y la Santa Sede rompieron relaciones diplomáticas, reconociendo la Santa Sede a la República de China en Taiwán como el legítimo gobierno chino.
La Asociación Patriótica Católica China fue creada con el apoyo de la Oficina de Asuntos Religiosos de la República Popular de China en 1957, con el objetivo de controlar las actividades de los católicos en China. Su nombre público es Iglesia católica china y es referida como la "Iglesia oficial" en contraposición a la "Iglesia subterránea" o "Iglesia clandestina" leal a la Santa Sede.
En el período de 1966 a 1976 la Revolución Cultural se ensañó especialmente contra la religión, destruyéndose numerosas iglesias.
La Asociación Patriótica Católica China suprimió la prefectura apostólica en 1999, fusionándola con la prefectura apostólica de Shaowu y con parte de la diócesis de Tingzhou para erigir la diócesis de Minbei, sin asentimiento de la Santa Sede.
El 22 de septiembre de 2018 se firmó en Pekín el Acuerdo provisional entre la Santa Sede y la República Popular de China sobre el nombramiento de los obispos. El 22 de octubre de 2020 el acuerdo fue prorrogado por otros dos años y en octubre de 2022 por otros dos años más.

## Estadísticas
Según el Anuario Pontificio 2002 la prefectura apostólica tenía a fines de 1950 un total de 1450 fieles bautizados.
| Año                                                                             | Población            | Población | Población      | Sacerdotes | Sacerdotes    | Sacerdotes    | Bautizados por sacerdote | Diáconos permanentes | Religiosos | Religiosos | Parroquias |
| Año                                                                             | Bautizados católicos | Total     | % de católicos | Total      | Clero secular | Clero regular | Bautizados por sacerdote | Diáconos permanentes | Varones    | Mujeres    | Parroquias |
| ------------------------------------------------------------------------------- | -------------------- | --------- | -------------- | ---------- | ------------- | ------------- | ------------------------ | -------------------- | ---------- | ---------- | ---------- |
| 1950                                                                            | 1450                 | 701 676   | 0.2            | 15         | 2             | 13            | 96                       |                      |            | 9          | 6          |
| Fuente: Catholic-Hierarchy, que a su vez toma los datos del Anuario Pontificio. |                      |           |                |            |               |               |                          |                      |            |            |            |

## Episcopologio
- Paul Adam Curran, O.P. † (18 de marzo de 1932-18 de enero de 1937 renunció)
- William Ferrer Cassidy, O.P. † (21 de enero de 1937-8 de enero de 1938 renunció)
- Micheal Augustin O'Connor, O.P. † (4 de mayo de 1938-9 de enero de 1941 renunció)
- Paul Adam Curran, O.P. † (2 de julio de 1948-23 de septiembre de 1953 falleció)
  - Sede vacante, desde 1953
  - Arzobispo Peter Lin Jia-shan † (29 de diciembre de 2006-14 de abril de 2023 falleció)[nota 1]